# 왕영은
왕영은(한국 한자: 王玲恩, 1959년 3월 23일 ~ )은 대한민국의 방송인이다.
1959년 서울특별시에서 태어났으며, 1978년 제1회 《TBC 해변가요제》에서 혼성 보컬 음악 그룹 '징검다리'의 멤버로 대상을 받으며 데뷔, 문화방송의 어린이 프로그램인 〈뽀뽀뽀〉의 초대 뽀미언니로 활동했고, 한국방송공사의 예능프로그램중 하나였던 〈젊음의 행진〉, 〈연예가중계〉 사회자를 맡아서 활동하기도 하였다.
그 뒤, 1994년 KBS 2TV 《무엇이든 물어보세요》를 끝으로 한동안 전업주부로 지냈다가 2003년 가을 KBS 제2라디오 《안녕하세요 노주현 왕영은입니다》DJ를 맡아 방송활동을 재개했는데 노주현의 큰누나가 왕영은의 중학교 시절 은사이며 노주현 왕영은 두 사람은 대학 선후배 사이였다.
2007년부터는 쇼핑호스트로서의 활동도 겸하고 있으며, 2015년 9월까지 CJ O쇼핑에서 《왕영은의 톡톡 다이어리》를 진행하며 리빙상품에서 독보적인 매출을 기록하며 메인 쇼핑호스트로 활동했으며, 2015년 10월에 GS SHOP 고문으로 이적 《왕영은의 톡톡톡》을 진행했다. 2018년 12월에 현대홈쇼핑에서 《왕영은의 톡 투게더》을 진행하고있다.
상당한 동안이다.

## 학력
- 1971년 서울수송초등학교 (졸업)
- 1974년 동명여자중학교 (졸업)
- 1977년 홍익대학교 사범대학 부속여자고등학교 (졸업)
- 1981년 한양대학교 응용미술학과 (졸업)

## 방송 활동

### 진행 중인 방송
- 2018년 현대홈쇼핑 《왕영은의  톡 투게더》
- 2015년 SBS 《좋은 아침》

### 종영된 방송
- 1981년 KBS2 《젊음의 행진》
- 1981년 MBC 《뽀뽀뽀》
- 1985년 KBS2 《연예가중계》
- 1987년 KBS2 《생방송 전국은 지금》
- 1989년 MBC 《아침을 달린다》
- 1990년 MBC 《창작동요제》
- 1990년 MBC 《보통사람 보통무대》
- 1991년 MBC 《유쾌한 스튜디오》
- 1997년, 1998년, 1999년 KBS2 《가족오락관》 게스트
- 2005년 ~ 2008년 KBS2 《감성매거진 행복한 오후》
- 2007년 CJ오쇼핑 《왕영은의 톡톡 다이어리》
- 2015년 GS SHOP 《왕영은의 톡톡톡》
- 2016년 MBN 《고수의 비법 황금알》 (요리연구가 이혜정의 마지막 방송 이후 합류하였다.)

### 라디오
- 《행복한 아침,왕영은·이상우입니다.》(KBS 2라디오(해피FM) DJ)[2]
- 《행복한 아침,정한용·왕영은입니다.》(KBS 2라디오(해피FM) DJ)
- 《왕영은의 해피타임 4시》(KBS 2라디오(해피FM) DJ)
- 2003년~2004년 KBS 2라디오 《안녕하세요 노주현, 왕영은입니다》(라디오 DJ)
- 2004년~2005년 KBS 2라디오(해피FM) 《안녕하세요 정한용, 왕영은입니다》(라디오 DJ)

### CF
- 1980년~1981년 빙그레 (새 포미콘, 젤라콘, 빛나바, 씨원, 빙그레 우유 등)
- 1982년 코카콜라 환타
- 1987년 우경제작소 크린 에이드 (김수미와 함께 출연)
- 1989년 삼일제약 부루펜 시럽
- 1990년 한성기업 한성 야채참치
- 1992년 남양유업 남양 스텝 1*2*3
- 1993년 유한양행 유한락스
- 1994년 통인익스프레스
- 2004년 유니북스 튼튼영어